# Incendies au marché Dantokpa
Les Incendies au marché Dantokpa sont des épisodes récurrents de feu qui touchent le marché ouvert de Dantokpa au Bénin, dont celui de 2015 qui à causé beaucoup de dégâts matériels sans perte en vies humaines.

## Contexte

### Le marché de Dantokpa
Le marché Dantokpa (ou tout simplement Tokpa) se situe à Cotonou, la capitale économique du Bénin ; il est le plus grand marché à ciel ouvert de l'Afrique de l'Ouest,. 
Dantokpa signifie en langue fon "sur les bords de la lagune de Dan".  
Créé en 1963, le marché Dantokpa est situé dans le 4e arrondissement de Cotonou. 

#### Symbole d'intégration régionale
La renommée du marché est sous-régionale, voire internationale, vu que de nombreux commerçants d'Afrique de l'Ouest (Nigeria, Mali, Burkina Faso, Niger, Côte d'Ivoire) et d'Afrique centrale - notamment du Cameroun - s'y retrouvent pour y faire commerce. 

#### Quelques chiffres
- Plus d'un million de visiteurs quotidien en 2012[5].
- Plus d'un milliard de francs CFA d'échange (1,5 million d'€) chaque jour[6].
- Plateforme de brassage de commerçants nigérians, femmes camerounaises et ivoiriennes, achetant bijoux, changeant au noir le naira, des produits artisanaux et des biens manufacturés tels tissus imprimés, produits cosmétiques, liqueurs, produits vivriers, agricoles bruts ou transformés.
- Pôle majeur et d'échange sous régional et plus grand marché au monde pour le commerce de tissus imprimés africains et du wax hollandais.
- La plupart des vendeurs de Dantokpa sont des femmes.

### Équipements, Infrastructures touchées par les incendies

#### Le complexe commercial
Le complexe est initialement construit sur 13 hectares en 1963. En 2010, il atteint 18 hectares, envahissant les habitations avoisinantes. Il est géré par la Société de gestion des marchés autonomes (Sogema), un organisme du ministère béninois de l'Intérieur. Il est constitué d'un grand bâtiment principal de 66 mètres sur 44 mètres et construit sur trois niveaux. Le bâtiment abrite 1 100 places appelés "boxes" qui sont à louer et des boutiques.  

#### Les apatams, paillotes et hangars greffés
Les vendeurs de produits vivriers ont construit près de 5 000 petites paillotes encore appelées "apatams". Ces constructions posent des problèmes de sécurité, de salubrité et sont très vulnérables en cas d'incendies[réf. souhaitée].

### Gestion de la salubrité

#### Malpropreté
Le marché Dantokpa est réputé malpropre. 
Un diagnostic révèle :

« — voirie et circulation : absence de plans d'accès et de la circulation intérieure et de voirie

— drainage : pas d'ouvrages existants, mauvais collecteurs des eaux usées (à ciel ouvert)

— eau potable et électricité : pas de protection incendie

— ordures : insuffisance des (moyens de) collecte et évacuation, décharge urbaine

— eaux usées : manques de w.-c., coûts d'accès prohibitifs »

— Thierry Paulais et Laurence Wilhelm, Marchés d'Afrique
Les visiteurs internationaux qui s'y brassent croisent des tas d'immondices aux odeurs fétides à certains endroits du marché. La lagune sert d'égouts pour les toilettes et de latrines pour les usagers.  Les caniveaux sont à ciel ouvert. L’incivisme et l'insalubrité sont observés chez les riverains et les usagers du marché. 

La Société de gestion des marchés autonomes (Sogema) a des difficultés à mettre en œuvre son programme d'hygiène et de salubrité,.

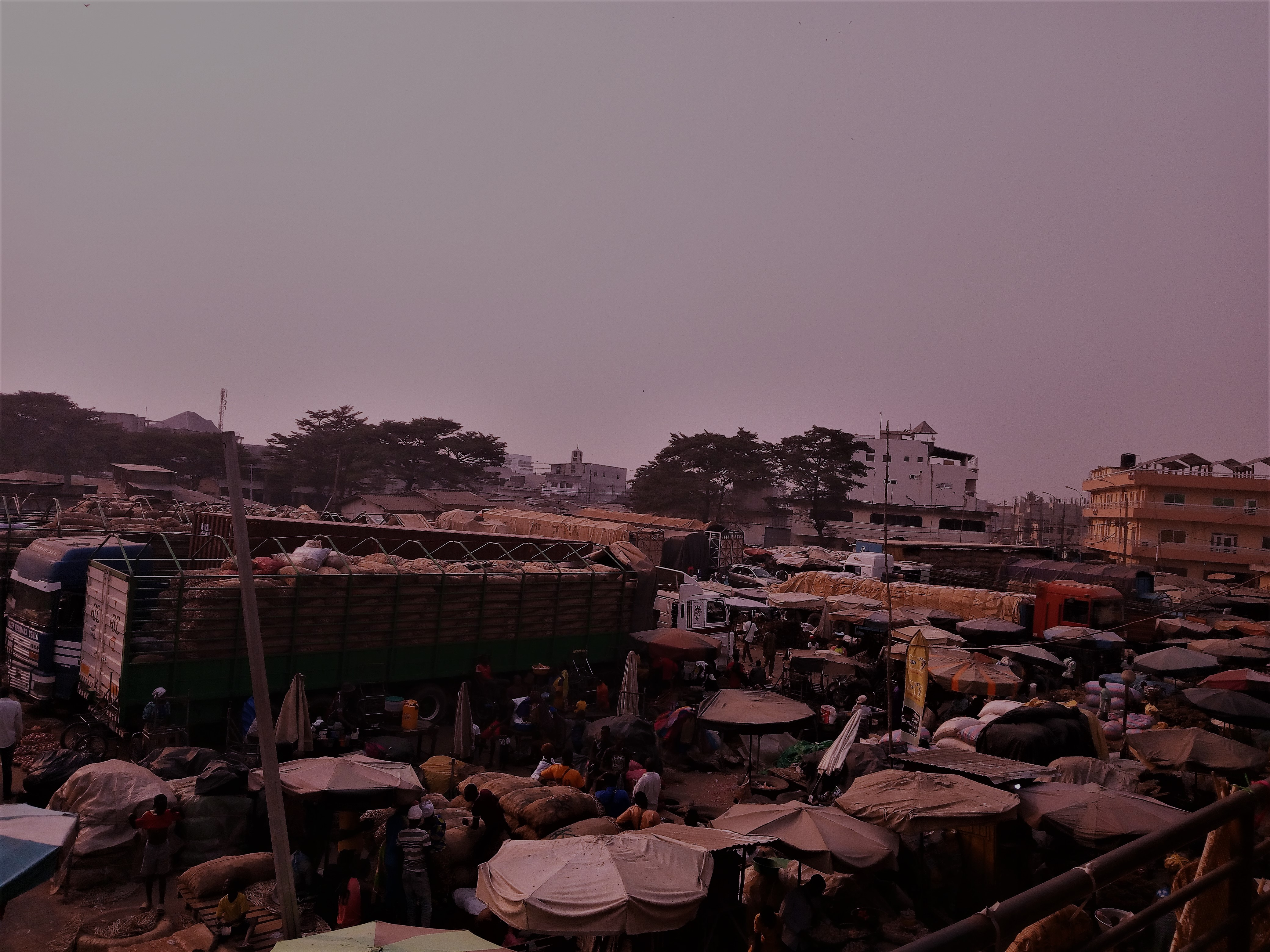
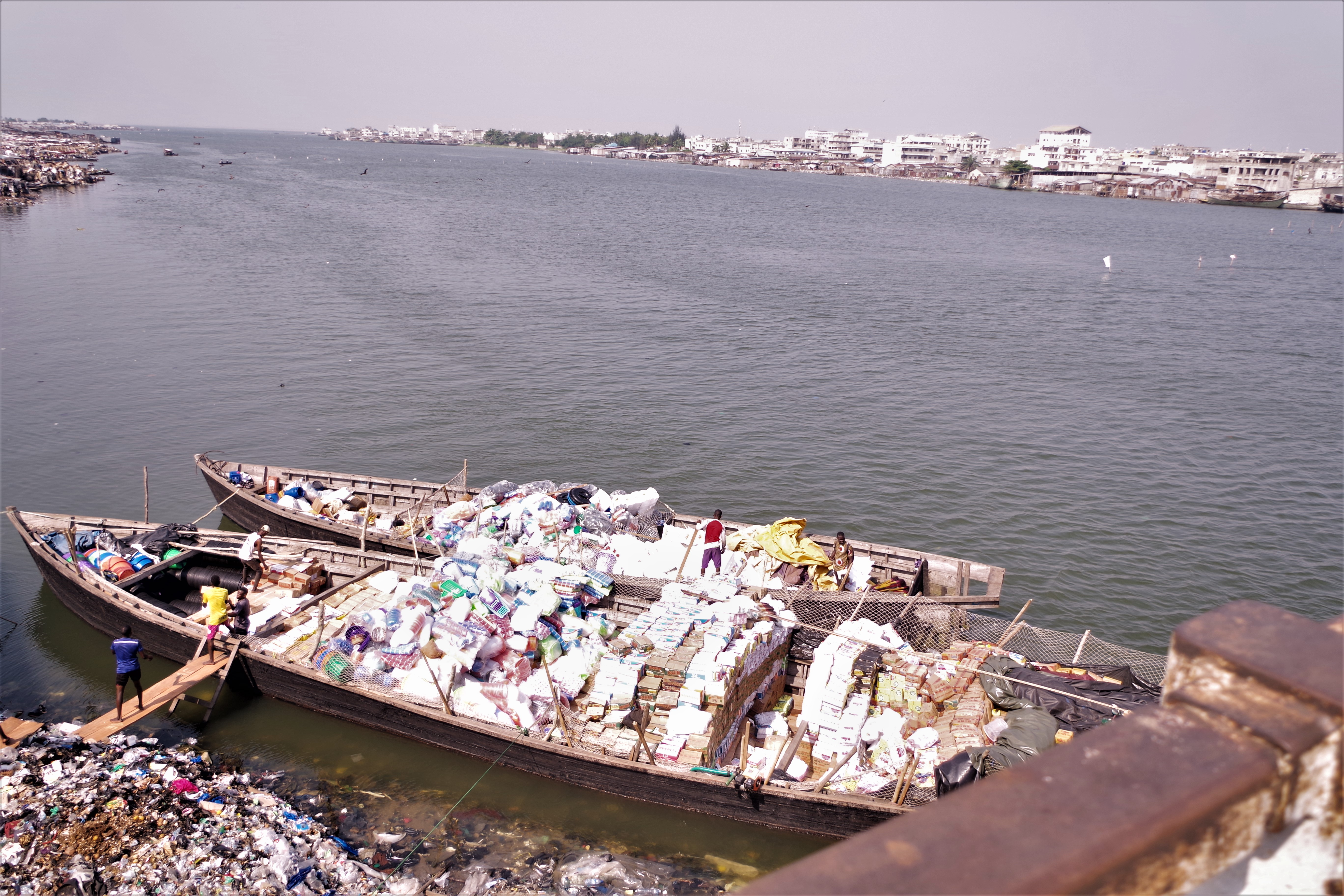
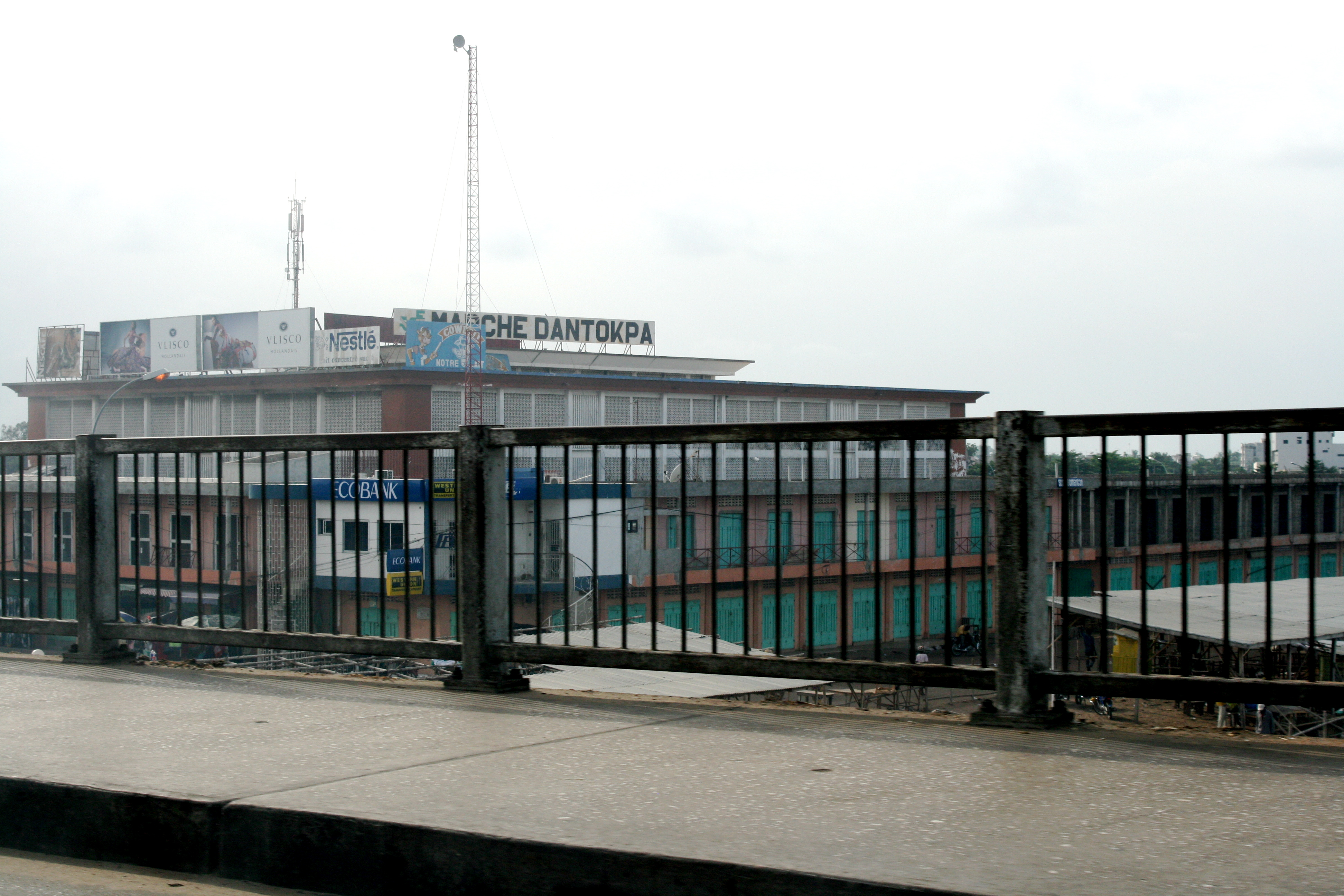
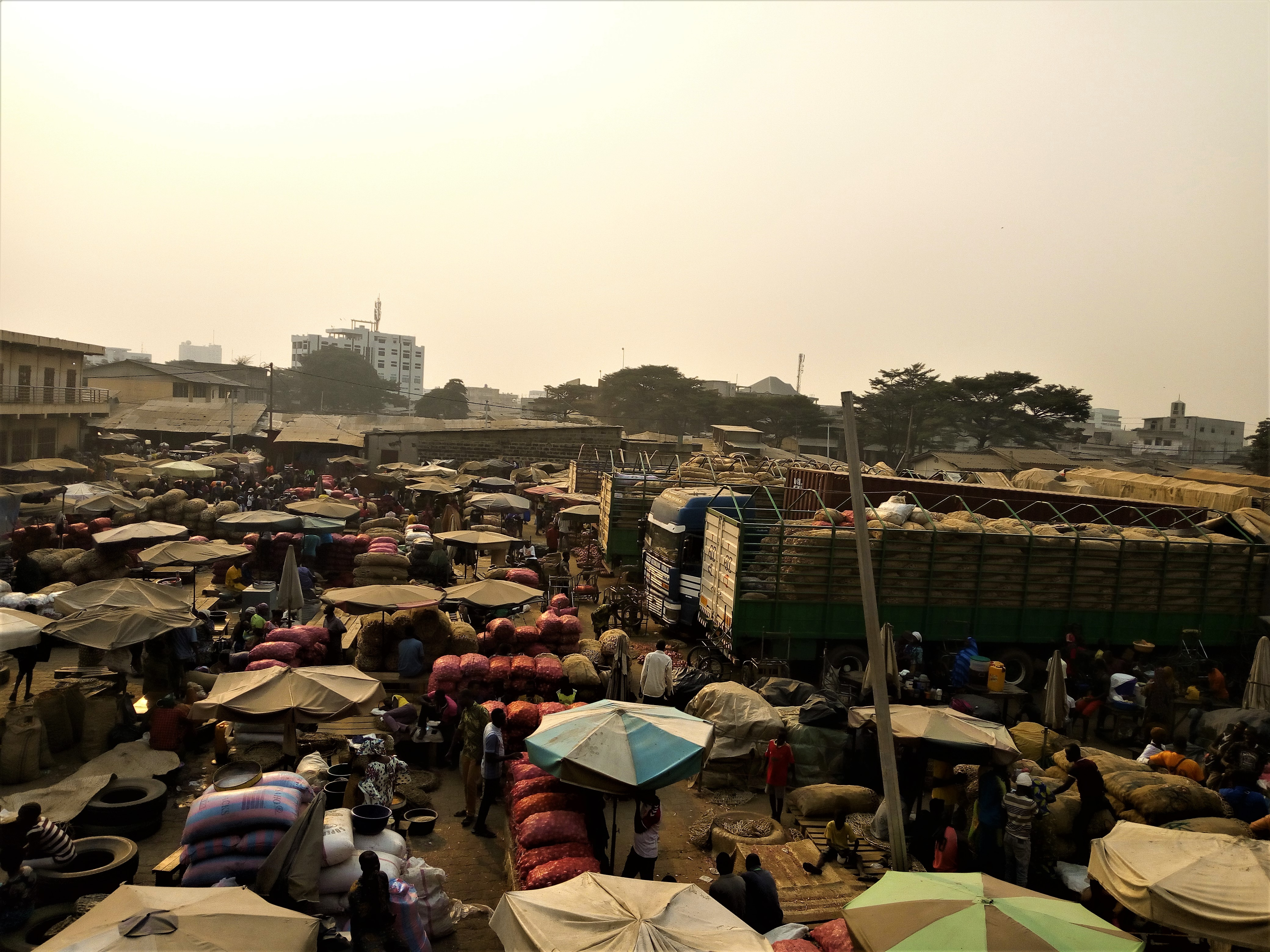

#### Insécurité
La structure du bâtiment principal en matériaux définitifs - murs en parpaings - lui confère une plus grande solidité et résistance lors des épisodes d'incendie. Ce qui n'est pas le cas pour les apatams, boutiques et extensions greffées autour du bâtiment principal et construites en matériaux provisoires en planches et tôles[réf. souhaitée].

## Épisodes d'incendies

### Incendies récurrents
Depuis sa construction en 1963, le marché a connu 4 incendies, un en 2015, le plus dévastateur avec 755 boutiques et 200 commerçants sinistrés, un en 2018, et 2 en 2021.

## Conséquences et réactions

### Initiatives de lutte contre les incendies
La Sogema prend des initiatives pour renforcer la lutte contre les incendies en créant des bouches d'incendies et des points d'eau et de salubrité. Un détachement du Groupement des sapeurs-pompiers et un commissariat spécial sont mis en place dans le marché. Alors que des marchés secondaires sont construits à Cotonou, en 2020, Patrice Talon confirme un programme pour transférer des activités du marché hors de Cotonou; à Abomey Calavi, et au stade de l'amitié.

### Presse
Au vu de l'importance économique du marché et de sa place comme lieu populaire d'échange et de brassage des populations, la presse locale, régionale et internationale couvre abondamment les différents épisodes d'incendies.